# Kostel svaté Anastasie (Verona)
Kostel svaté Anastasie (italsky Basilica di Santa Anastasia) je bazilika v severní části historického centra Verony. Jedná se o největší kostel ve Veroně. Bazilika je postavena v gotickém slohu. Stavba započala roku 1290.

## Název
Kostel nese pojmenování po již neexistujícím ariánském kostelu z doby vlády ostrogótského krále Theodoricha (474–526), který byl zasvěcen Anastázii ze Sirmia.

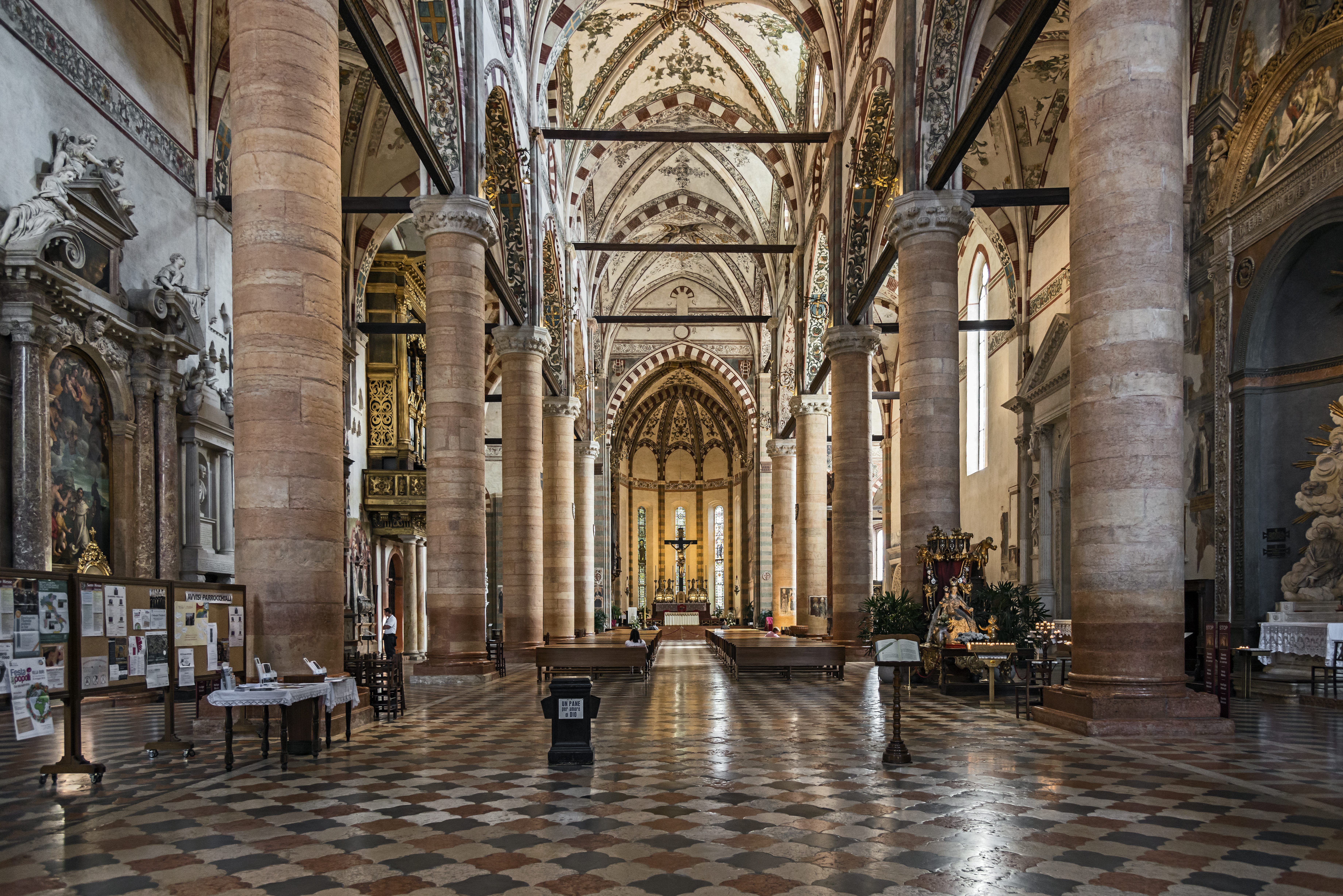
Interiér

Současná bazilika je oficiálně pojmenována po Petrovi Veronském (1205–1252), kterému je zasvěcena. Běžně se však nepoužívá oficiální název, nýbrž název převzatý z původního ariánského kostela.

## Historie

### Původní kostel
Na místě současné baziliky stály již v raném středověku dva kostely postavené z příkazu ostrogótského krále Theodoricha (474–526). Jeden byl zasvěcený Svatému Remigiiu a druhý Svaté Anastázii ze Sirmia. Roku 1087 získal zdejší klášter u původního kostela svaté Anastázie značné majetky v okolí Verony.

### Současný kostel
V roce 1220 či 1221 kostelní komplex převzali dominikáni (Řád bratří kazatelů). V roce 1290 začala výstavba gotického kostela. Dne 2. dubna 1292 získali dominikáni darem pozemek, což umožnilo výstavbu velkého kostela. Na stavbu kostela přispěl Guglielmo da Castelbarco. Dne 22. října 1471 baziliku vysvětil veronský biskup Giovanni Michiel. Od té doby je kostel v podstatě nezměněný. Dne 19. března 1807 Napoleon z kostela vyhnal dominikány.

## Popis

### Exteriér

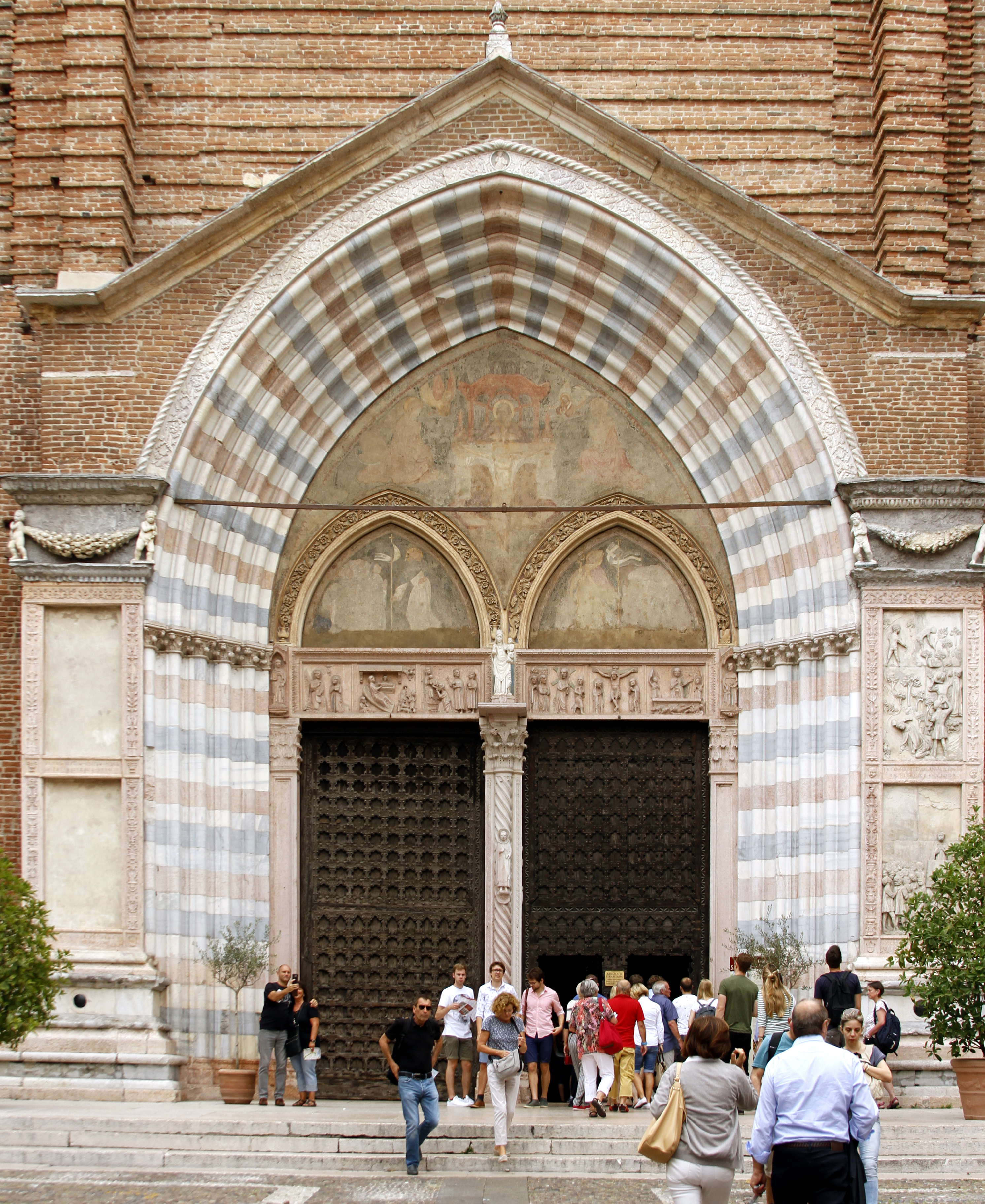
Vstupní portál z náměstí Piazza Santa Anastasia.

Hlavní vchod do kostela vede z náměstí Piazza Santa Anastasia. Portál je složen ze dvou dveří, které nad sebou má každý vlastní oblouk, nad nímž se nacházejí mozaiky. Oba vchody jsou obklopeny společným stupňovitým bílo-červeno-modrým portálem. Portál pochází z 15. století a je renesanční s gotickými reminiscencemi.
Kostel disponuje 72 metrů vysokou gotickou věží z 15. století.

### Interiér
Interiér kostela je široce umělecky vyzdobený. Kostel je rozdělen do tří lodí krytých křížovou klenbou. Uvnitř kostela se nachází dvě řady nosných sloupů. Řady nosných sloupů oddělují hlavní loď od bočních částí kostela s nižší střechou. V obou řadách se nachází šest nosných sloupů.
Střecha je tvořena žebrovou křížovou klenbou a vyzdobena pravidelnými zobrazeními květin a jednotlivé části střechy jsou odděleny pruhovanými červenobílými oblouky.

## Galerie
- Nákres kostela z roku 1877.
- Současný pohled na kostel z podobného úhlu, jako na nákresu.
- Střech kostela.
- Presbitář.
- Kaple Pellegrini.
- Monument to Cortesia Serego.